# Pima, Arizona
Pima je gradić u američkoj saveznoj državi Arizona. Prema popisu stanovništva iz 2010. u njemu je živjelo 2,387 stanovnika.